# Danielle Rose Russell
Danielle Rose Russell (Pequannock Township, New Jersey, 1999. október 31. –) amerikai színésznő, modell.

## Fiatalkora és családja
1999. október 31-én született az amerikai Pequannock Township városában, később a szüleivel elköltöztek West Milfordba. Anyja, Rosemarie Rado a Rockette egyik táncosa, míg apja, Walter Russell énekes volt. Eleinte anyja barátjának javaslatára modellkedett. Újságok, magazinok lapjain illetve reklámokban jelent meg. Helyi színházakban is szerepelt, illetve az iskolájában, a Holy Spiritben színészkedett. 2018-ban fejezte be a középiskolát online tanfolyamon.

## Pályafutása
Első filmes szerepe a Sírok között című bűnügyi thrillerben volt. A 2014-ben bemutatott filmben a 14 éves Luciát alakította. 2015-ben az Aloha filmben kapta meg Grace, a Rachel McAdams és Bradley Cooper által megformált szereplők lányának szerepét. Ezt követte a Járvány című film, amelyben a főszereplő lányát alakította. Még abban az évben szerepelt első televíziós sorozatában, a The Last Tycoonban is, visszatérő szereplőként volt látható hat epizódon keresztül. A sorozatból kilenc részt sugároztak le, ezután törölték a műsorról. 2017-ben Az igazi csoda dráma-vígjátékban szerepelt: az R.J. Palacio Wonder című regényéből készült filmben Olivia legjobb barátnőjét, Mirandát alakította. Egy évvel később A megmérettetés (2018) filmben a főhős legjobb barátját, Joanie Williamst játszotta el.
2018-ban The Originals – A sötétség kora sorozatban megkapta Hope Mikaelson szerepét: az ötödik, egyben utolsó évad első részétől az utolsó, 13. részig főszerepelt. Ugyanebben az évben – ismét Mikaelsonként – a Legacies – A sötétség öröksége spin-off sorozatban is főszereplő lett.

## Filmográfia

### Film
| Év   | Magyar cím      | Eredeti cím                 | Szerep          | Magyar hang   |
| ---- | --------------- | --------------------------- | --------------- | ------------- |
| 2014 | Sírok között    | A Walk Among the Tombstones | Lucia           | Vida Sára     |
| 2015 | Aloha           | Aloha                       | Grace           | Pekár Adrienn |
| 2016 | Járvány         | Pandemic                    | Megan           |               |
| 2017 | Az igazi csoda  | Wonder                      | Miranda         | Boldog Emese  |
| 2018 | A megmérettetés | Measure of a Man            | Joanie Williams |               |

### Televízió
| Év        | Magyar cím                      | Eredeti cím     | Szerep         | Megjegyzések                                                    |
| --------- | ------------------------------- | --------------- | -------------- | --------------------------------------------------------------- |
| 2016      |                                 | The Last Tycoon | Darla Miner    | visszatérő szereplő (6 epizód)                                  |
| 2018      | The Originals – A sötétség kora | The Originals   | Hope Mikaelson | - főszereplő (5. évad) - magyar hangja:[forrás?] - Csifó Dorina |
| 2018–2022 | Legacies – A sötétség öröksége  | Legacies        | Hope Mikaelson | - főszereplő - magyar hangja:[forrás?] - Csifó Dorina           |

## Fordítás
- Ez a szócikk részben vagy egészben  a   Danielle Rose Russell című angol Wikipédia-szócikk ezen változatának fordításán alapul.  Az eredeti cikk szerkesztőit annak laptörténete sorolja fel. Ez a jelzés csupán a megfogalmazás eredetét és a szerzői jogokat jelzi, nem szolgál a cikkben szereplő információk forrásmegjelöléseként.